# Astronomische Länge
Die Astronomische Länge {\displaystyle \lambda '} eines Punktes auf der Erdoberfläche ist analog seiner geografischen Länge {\displaystyle \lambda }, beschreibt jedoch nicht seine Position (Richtung des Ortsvektors oder der Ellipsoidnormalen), sondern seine Lotrichtung. Sie ist der Winkel zwischen der Meridianebene des Punktes und der Meridianebene in Greenwich und gleichermaßen die Differenz der beiden Sternzeiten (Ortssternzeit minus Greenwicher Sternzeit).
Der Name „astronomisch“ kommt daher, dass sich die astronomische Länge – wie auch die astronomische Breite – nur durch astronomische Messungen („astr. Ortsbestimmung“) ermitteln lässt. Die astronomische Länge bzw. Breite unterscheidet sich von der geografischen Länge bzw. Breite um den Einfluss der Lotabweichung. Letztere stellt die Abweichung der örtlichen Vertikale von ihrer idealen (nicht durch Berge/Täler gestörten) Richtung dar.
Die Lotabweichung wird durch die  Massenunregelmäßigkeiten des Erdkörpers bedingt und kann im Hochgebirge etwa 50″ (0,005°) erreichen (siehe auch Geoid). Ihre Ost-West-Komponente wird meist mit dem Formelzeichen η bezeichnet.
Zwischen der astronomischen Länge {\displaystyle \lambda '} und ihrem geografischen (besser: ellipsoidischen) Äquivalent besteht folgende Beziehung:
{\displaystyle \lambda '=\lambda +\eta /\cos \varphi }
mit der geographischen Breite {\displaystyle \varphi }.
Für eine genaue Geoidbestimmung benötigt man die Lotabweichung an möglichst vielen Orten, und die astronomischen Koordinaten φ′, λ′ sind das Hilfsmittel, um sie zu bestimmen. Man sucht mit einem Universalinstrument (astronomischer Theodolit) oder mit einer Zenitkamera den Durchstoßpunkt der verlängerten Lotlinie am Sternhimmel („astronomischer“ oder „wahrer Zenit“); seine Himmelskoordinaten (Rektaszension und Deklination) lassen sich anschließend direkt in die o. g. Werte φ′, λ′ umrechnen.